# Wapen van Wouw

Het wapen van Wouw

Het wapen van Wouw werd op 16 juli 1817 per Koninklijk Besluit aan de Noord-Brabantse gemeente Wouw toegekend. Het wapen was tot de gemeentelijke fusie van 1997 in gebruik. Het wapen is sindsdien in gebruik als dorpswapen.

## Blazoenering
De blazoenering van het wapen luidde als volgt:
Coupé; parti; het eerste van sabel, beladen met een leeuw van goud; het tweede van keel, beladen met drie pals van goud; het onderdeel des coupés van sijnople, beladen met drie macles van goud, staande twee en een.
Het wapen is opgedeeld in een bovenste en onderste helft, de bovenste helft is zelf weer opgedeeld in een rechter- en linkerhelft (voor de kijker gespiegeld). Het eerste deel is zwart van kleur met daarop een gouden leeuw. Het tweede deel is rood van kleur met daarop drie gouden palen. Het onderste deel is groen van kleur met daarop drie maliën van goud, twee boven en een onder.
In de blazoenering wordt de schildhouder niet vermeld. Het gaat hierbij om de heilige Lambertus. Hij is gekleed als een bisschop met een aureool om zijn hoofd. In zijn linkerhand houdt hij een kruisstaf en zijn rechterhand houdt hij omhoog.

## Geschiedenis
Wouw behoorde tot het land van Bergen op Zoom, het wapen is dan ook gebaseerd op het wapen van het Markiezaat Bergen op Zoom. Het wapen werd in 1475 reeds gebruikt op een zegel van Wouw. Het zegel toonde Sint Lambertus staande in een bos met voor hem het wapen van het markiezaat en daarmee van Wouw. De zegels bleven in licht aangepaste vorm in gebruik tot in de 18e eeuw.
De gemeente Wouw vroeg, abusievelijk, het wapen aan met St. Leonardus in plaats van St.  Lambertus

Dorpswapen

Op 1 januari 1997 werd het wapen door de gemeente Roosendaal in gebruik genomen als dorpswapen. Om als dorpswapen dienst te doen is er geen goedkeuring nodig van de Hoge Raad van Adel, de gemeente is de enige die hier een besluit over kan nemen.
De beschrijving werd wel door de gemeente aangepast, deze luidt als nu als volgt:
In groen drie zilveren maliën, een gouden schildhoofd, de linker helft beladen met drie rode palen; een zwart vrijkwartier beladen met een gouden leeuw, rood getongd en genageld. Het schild geplaatst voor het beeld van de heilige Lambertus van natuurlijke kleur, gekleed in een witte albe, waarover een gouden tuniek, rood geboord, waarover een rood kazuifel, goud gevoerd met om de schouders een gouden rationale. Op het hoofd een zilveren mijter, goud versierd en gevoerd en om het hoofd een gouden aureool. Gouden schoenen. In de rechterhand een rode vlammende kool en in de linker een gouden kruisstaf.
Het wapen lijkt op het oude gemeentewapen. De uitgeholde ruiten in de onderste helft zijn nu zilver in plaats van goud en het zwarte kwartier is vergroot, waardoor het nu een vrijkwartier is geworden. Het vrijkwartier is zwart met een gouden leeuw, de tong en nagels van de leeuw zijn rood geworden. Dit vrijkwartier is het wapen van Brabant. Het schildhoofd, voorheen het tweede kwartier, wordt nu in tegengestelde kleuren beschreven: goud met drie rode palen, in plaats van rood met drie gouden palen. De heilige is nu goed benoemd: Lambertus.

## Verwante wapens
De volgende wapens zijn eveneens verwant aan het wapen van de heren van Bergen op Zoom:

Wapen van Fijnaart en Heijningen
Het oude wapen van Fijnaart en Heijningen
Wapen van Rucphen
Het oude wapen van Rucphen
Wapen van Woensdrecht
Wapen van Standdaarbuiten
Wapen van Ossendrecht
Het oude wapen van Boutersem, tevens het familiewapen van Van Boutersem
Wapen van Zemst